# Campeonato Mundial de Atletismo Júnior de 2012 - 800 m feminino
A prova dos 800 metros rasos feminino do Campeonato Mundial de Atletismo Júnior de 2012 ocorreu entre os dias 10 e 12 de julho em Barcelona, na Espanha. 

## Recordes
Antes desta competição, os recordes mundiais e do campeonato nesta prova eram os seguintes:
|     | Nome                | Nacionalidade | Tempo   | Local     | Data                 |
| --- | ------------------- | ------------- | ------- | --------- | -------------------- |
| WJR | Pamela Jelimo       | Quênia        | 1:54.01 | Zurique   | 29 de agosto de 2008 |
| CR  | Elena Mirela Lavric | Roménia       | 2:00.06 | Bydgoszcz | 11 de julho de 2008  |

## Medalhistas
| Ouro               | Prata              | Bronze                  |
| Ajee' Wilson (USA) | Jessica Judd (GBR) | Manal El Bahraoui (MAR) |

## Cronograma
Todos os horários são locais (UTC+1).
| Data        | Hora  | Evento        |
| ----------- | ----- | ------------- |
| 10 de julho | 10:40 | Eliminatórias |
| 11 de julho | 12:20 | Semifinal     |
| 12 de julho | 21:15 | Final         |

## Resultados

### Eliminatórias
Qualificação: Os 3 primeiros de cada bateria (Q) e os 6 tempos mais rápidos (q). 
| Posição | Bateria | Raia | Atleta                  | Nacionalidade  | Tempo   | Notas  |
| ------- | ------- | ---- | ----------------------- | -------------- | ------- | ------ |
| 1       | 1       | 4    | Jessica Judd            | Reino Unido    | 2:02.71 | Q      |
| 2       | 1       | 7    | Winnie Nanyondo         | Uganda         | 2:03.00 | Q,     |
| 3       | 1       | 5    | Agatha Jeruto Kimaswai  | Quênia         | 2:03.22 | Q,     |
| 4       | 1       | 9    | Sonja Mosler            | Alemanha       | 2:03.36 | q,     |
| 5       | 5       | 5    | Anastasiya Tkachuk      | Ucrânia        | 2:04.19 | Q      |
| 6       | 5       | 6    | Aníta Hinriksdóttir     | Islândia       | 2:04.74 | Q, NJR |
| 7       | 1       | 6    | Khadija El Moussaoui    | Marrocos       | 2:05.63 | q,     |
| 8       | 3       | 4    | Emily Dudgeon           | Reino Unido    | 2:05.73 | Q      |
| 9       | 5       | 3    | Siofra Cleirigh Buttner | Irlanda        | 2:05.87 | Q      |
| 10      | 3       | 3    | Dureti Edao             | Etiópia        | 2:05.91 | Q      |
| 11      | 6       | 5    | Manal El Bahraoui       | Marrocos       | 2:06.07 | Q      |
| 12      | 3       | 8    | Simoya Campbell         | Jamaica        | 2:06.18 | Q      |
| 13      | 5       | 7    | Maruša Mišmaš           | Eslovênia      | 2:06.25 | q      |
| 14      | 2       | 7    | Halimah Nakaayi         | Uganda         | 2:06.38 | Q      |
| 15      | 2       | 4    | Julia Zrinyi            | Canadá         | 2:06.64 | Q      |
| 16      | 3       | 2    | Marta Pen               | Portugal       | 2:06.75 | q,     |
| 17      | 3       | 7    | Renelle Lamote          | França         | 2:06.89 | q      |
| 18      | 4       | 5    | Ajee' Wilson            | Estados Unidos | 2:07.04 | Q      |
| 18      | 4       | 9    | Devan Wiebe             | Canadá         | 2:07.04 | Q      |
| 20      | 1       | 3    | Camille Laplace         | França         | 2:07.07 | q      |
| 21      | 2       | 8    | Monique Stander         | África do Sul  | 2:07.08 | Q      |
| 22      | 4       | 4    | Christine Gees          | Alemanha       | 2:07.11 | Q      |
| 23      | 3       | 6    | Teshon Adderley         | Bahamas        | 2:07.18 |        |
| 24      | 4       | 6    | Akiho Fukuzato          | Japão          | 2:07.25 |        |
| 25      | 2       | 9    | Syntia Ellward          | Polónia        | 2:07.32 |        |
| 26      | 4       | 7    | Olena Sidorska          | Ucrânia        | 2:07.52 |        |
| 27      | 2       | 6    | Mizuki Yamamoto         | Japão          | 2:07.59 |        |
| 28      | 6       | 4    | Flávia de Lima          | Brasil         | 2:07.78 | Q      |
| 29      | 6       | 2    | Danielle Aragon         | Estados Unidos | 2:07.84 | Q      |
| 30      | 2       | 3    | Aleksandra Astakhova    | Bielorrússia   | 2:08.03 |        |
| 31      | 6       | 7    | Asli Arik               | Turquia        | 2:08.68 |        |
| 32      | 1       | 8    | Johanna Matintalo       | Finlândia      | 2:09.05 |        |
| 33      | 4       | 3    | Sanda Kociš             | Croácia        | 2:09.51 |        |
| 34      | 5       | 8    | Iuliana Madalina Leonte | Roménia        | 2:09.61 |        |
| 35      | 6       | 3    | Desreen Montague        | Jamaica        | 2:10.22 |        |
| 36      | 3       | 5    | Marta Frechilla         | Espanha        | 2:11.97 |        |
| 37      | 5       | 9    | Irene Baldessari        | Itália         | 2:12.15 |        |
| 38      | 6       | 6    | Zeyetuna Mohammed       | Etiópia        | 2:12.47 |        |
| 39      | 5       | 4    | Thato Makhafola         | África do Sul  | 2:16.82 |        |
| 40      | 2       | 5    | Tatyana Yurchenko       | Cazaquistão    | 2:20.02 |        |
| 41      | 6       | 8    | Marija Stambolic        | Sérvia         | 2:29.85 |        |
| 42      | 3       | 9    | Domingas Tchiaca        | Angola         | 2:35.97 |        |
|         | 4       | 8    | Shimenege Agber         | Nigéria        | DNS     |        |
|         | 6       | 9    | Aicha Bilal Fall        | Mauritânia     | DNS     |        |

### Semifinal
Qualificação: Os 2 primeiros de cada bateria (Q) e os 2 tempos mais rápidos (q). 
| Posição | Bateria | Raia | Atleta                  | Nacionalidade  | Tempo   | Notas           |
| ------- | ------- | ---- | ----------------------- | -------------- | ------- | --------------- |
| 1       | 3       | 4    | Jessica Judd            | Reino Unido    | 2:02.30 | Q               |
| 2       | 2       | 5    | Emily Dudgeon           | Reino Unido    | 2:02.32 | Q,              |
| 3       | 3       | 7    | Winnie Nanyondo         | Uganda         | 2:02.38 | Q,              |
| 4       | 2       | 7    | Ajee' Wilson            | Estados Unidos | 2:02.43 | Q,              |
| 5       | 1       | 5    | Anastasiya Tkachuk      | Ucrânia        | 2:02.50 | Q               |
| 6       | 2       | 6    | Sonja Mosler            | Alemanha       | 2:02.82 | q, ]            |
| 7       | 1       | 6    | Aníta Hinriksdóttir     | Islândia       | 2:03.15 | Q,              |
| 8       | 1       | 7    | Manal El Bahraoui       | Marrocos       | 2:03.18 | q               |
| 9       | 3       | 5    | Agatha Jeruto Kimaswai  | Quênia         | 2:03.98 |                 |
| 10      | 3       | 6    | Khadija El Moussaoui    | Marrocos       | 2:04.17 | Recorde pessoal |
| 11      | 3       | 2    | Danielle Aragon         | Estados Unidos | 2:04.19 | Recorde pessoal |
| 12      | 3       | 4    | Christine Gees          | Alemanha       | 2:04.58 | Recorde pessoal |
| 13      | 2       | 4    | Monique Stander         | África do Sul  | 2:05.29 |                 |
| 14      | 2       | 3    | Devan Wiebe             | Canadá         | 2:05.40 | Recorde pessoal |
| 15      | 1       | 2    | Marta Pen               | Portugal       | 2:05.45 | Recorde pessoal |
| 16      | 2       | 8    | Renelle Lamote          | França         | 2:05.83 |                 |
| 17      | 1       | 9    | Siofra Cleirigh Buttner | Irlanda        | 2:06.70 |                 |
| 18      | 2       | 2    | Flavia de Lima          | Brasil         | 2:07.03 |                 |
| 19      | 1       | 3    | Maruša Mišmaš           | Eslovênia      | 2:07.23 |                 |
| 20      | 1       | 8    | Dureti Edao             | Etiópia        | 2:07.91 |                 |
| 21      | 3       | 3    | Camille Laplace         | França         | 2:08.04 |                 |
| 22      | 3       | 4    | Julia Zrinyi            | Canadá         | 2:09.63 |                 |
| –       | 2       | 9    | Halimah Nakaayi         | Uganda         | DSQ     |                 |
| –       | 1       | 4    | Simoya Campbell         | Jamaica        | DNS     |                 |

### Final
A prova final foi realizada no dia 12 de julho ás 21:15. 
| Posição           | Faixa | Atleta              | Nacionalidade  | Tempo   | Notas           |
| ----------------- | ----- | ------------------- | -------------- | ------- | --------------- |
| Medalha de ouro   | 9     | Ajee' Wilson        | Estados Unidos | 2:00.91 | Recorde pessoal |
| Medalha de prata  | 6     | Jessica Judd        | Reino Unido    | 2:00.96 | Recorde pessoal |
| Medalha de bronze | 3     | Manal El Bahraoui   | Marrocos       | 2:03.09 |                 |
| 4                 | 2     | Aníta Hinriksdóttir | Islândia       | 2:03.23 |                 |
| 5                 | 8     | Sonja Mosler        | Alemanha       | 2:04.07 |                 |
| 6                 | 7     | Emily Dudgeon       | Reino Unido    | 2:04.68 |                 |
| 7                 | 4     | Anastasiia Tkachuk  | Ucrânia        | 2:04.92 |                 |
| 8                 | 5     | Winnie Nanyondo     | Uganda         | 2:07.23 |                 |

Legenda
| Recorde mundial       | Recorde mundial (World record)               |                       | Recorde africano                      | Recorde africano (African) |                                           | Q | Classificado por posição (Qualified) |
| Recorde do campeonato | Recorde do campeonato (Championship record)  | Recorde da América    | Recorde da América (Americas)         | q                          | Classificado por melhor tempo (Qualified) |   |                                      |
| Melhor marca do ano   | Melhor marca do ano (World leading)          | Recorde asiático      | Recorde asiático (Asian)              | DNS                        | Não largou (Did not start)                |   |                                      |
| Recorde nacional      | Recorde nacional (National record)           | Recorde europeu       | Recorde europeu (European)            | DNF                        | Não terminou (Did not finish)             |   |                                      |
| Recorde pessoal       | Recorde pessoal do atleta (Personal best)    | Recorde da Oceania    | Recorde da Oceania (Oceania)          | DSQ / DQ                   | Desclassificado (Disqualified)            |   |                                      |
| Recorde da temporada  | Recorde da temporada do atleta (Season best) | Recorde sul-americano | Recorde sul-americano (South America) | NM                         | Sem marca (No mark)                       |   |                                      |